# نهائي كوبا ليبرتادوريس 2017
نهائي كأس ليبرتادوريس 2017 هو النهائي رقم 58 من بطولة كأس ليبرتادوريس وهي البطولة التي ينظمها اتحاد أمريكا الجنوبية لكرة القدم.
لُعب النهائي بنظام الذهاب والإياب وجمع بين غريميو البرازيلي ولانوس الأرجنتيني. جرت مباراة الذهاب على ملعب غريميو في بورتو أليغري يوم 22 نوفمبر 2017، بينما لُعبت مباراة الإياب على أرضية ملعب سيوداد دي لانوس في مدينة لانوس يوم 29 نوفمبر 2017.
ابتداءً من هذا الموسم، ستلعب مباريات النهائي مرة أخرى في شهر نوفمبر بعد 35 عاماً.
الفائز بكوبا ليبرتادوريس 2017 يتأهل لكأس العالم للأندية 2017 كممثل لاتحاد أمريكا الجنوبية لكرة القدم، ويشارك في الدور نصف النهائي. كما يحصل على حق اللعب ضد الفائز بكوبا سود أمريكانا 2017 في ريكوبا سودأمريكانا 2018.
فاز غريميو على خصمه لانوس بنتيجة 3–1 في المجموع، ليحقق ثالث ألقابه في البطولة.

## عن الفريقين
| الفريق | نهائيات سابقة (الخط العريض يشير لسنة الفوز) |
| غريميو | 4 (1983, 1984, 1995, 2007)                  |
| لانوس  | 0                                           |

## مباراة الذهاب

### التفاصيل
| غريميو       | 1–0   | لانوس |
| ------------ | ----- | ----- |
| - سيسيرو 83' | تقرير |       |

## مباراة الإياب

### التفاصيل
| لانوس            | 1–2   | غريميو                          |
| ---------------- | ----- | ------------------------------- |
| - ساند 72' (ر.ج) | تقرير | - - فيرناندينيو 27' - فييرا 42' |